# Округ Гасконејд (Мисури)
Гасконејд (енгл. Gasconade County) је округ у америчкој савезној држави Мисури.

## Демографија
По попису из 2010. године број становника је 15.222, што је 120 (-0,8%) становника мање него 2000. године.
| Група             | 2000.          | 2010.          |
| Белци             | 15.101 (98,4%) | 14.801 (97,2%) |
| Афроамериканци    | 18 (0,1%)      | 27 (0,2%)      |
| Азијати           | 24 (0,2%)      | 53 (0,3%)      |
| Хиспаноамериканци | 64 (0,4%)      | 152 (1,0%)     |
| Укупно            | 15.342         | 15.222         |